# Porte de la Villette (stanice metra v Paříži)
Porte de la Villette je nepřestupní stanice pařížského metra na lince 7 v 19. obvodu v Paříži. Nachází se pod Avenue Corentin Cariou, pod kterou vede linka metra.

## Historie
Stanice byla otevřena 5. listopadu 1910 jako součást prvního úseku linky 7 ze stanice Opéra. Sloužila jako konečná stanice až do 4. října 1979, kdy byla trať rozšířena severním směrem do Fort d'Aubervilliers.

## Název
Stanice byla pojmenována po bývalé městské bráně, která v těchto místech stála (porte = brána). Branou procházela silnice z Paříže do sousedního města La Villette, které bylo připojeno k Paříži v roce 1860.
Na informačních tabulích je oficiální název stanice doplněn ještě podnázvem psaným malým písmem: Cité des Sciences et de l'Industrie podle zdejšího muzea vědy a techniky.

## Zajímavosti v okolí
- Cité des sciences et de l'industrie – Město vědy a průmyslu slouží ke vzdělávání ve vědě a technice
- Parc de la Villette – moderní park
- La Géode – panoramatické kino